# Dream (песня Лисы Манобан)
«Dream» — песня тайской рэперши и певицы Лисы Манобан (участницы южнокорейской гёрл-группы Blackpink). Она была выпущена лейблами Lloud и RCA Records 28 февраля 2025 года и вошла в её дебютный студийный альбом Alter Ego (2025). Сопутствующий короткометражный фильм с Лисой и японским актёром Кэнтаро Сакагути в главных ролях был снят режиссёром Оджуном Квоном и премьера состоялась 13 августа.

## История
После ухода из лейбла YG Entertainment ради сольной деятельности, Лиза основала собственную компанию по управлению артистами Lloud в феврале 2024 года. Впоследствии, в апреле, она подписала контракт с RCA Records, чтобы выпускать сольную музыку в партнёрстве с Lloud. 19 ноября Лиза анонсировала свой дебютный студийный альбом Alter Ego (2025). 21 февраля 2025 года она опубликовала трек-лист альбома, в который вошла тринадцатая песня «Dream». Песня была выпущена вместе с альбомом 28 февраля 2025 года. 1 августа Лиза опубликовала живописное фото, используя «Dream» в качестве фоновой музыки. 4 августа в социальных сетях Lloud была опубликована фотография Лизы, которая, по-видимому, кусает чью-то руку в окружении производственной команды, также приложив аудиозапись из песни. Несколько дней спустя, 6 августа, японский актёр Кэнтаро Сакагучи опубликовал в своих Instagram Stories похожую фотографию пейзажа под ту же песню. На следующий день Лиса опубликовала закадровый кадр со съёмок музыкального клипа, на котором две руки обмениваются кольцами. 11 августа она официально объявила о премьере короткометражного фильма «Dream» с Лисой и Сакагучи в главных ролях, который должен выйти 13 августа. На первом кадре они показаны в объятиях друг друга в чёрно-белом цвете.

## Композиция и текст
Песня «Dream» была написана Лисой совместно с продюсерами Синтаро Ясудой и her0ism, а также Фелицией Ферраро и Али Тампоси. Единственная баллада в альбоме Alter Ego, трогательный текст песни, мягкий вокал и продакшн в стиле «колыбельной» выделяются тем, что показывают редкий проблеск настоящей Лисы за пределами её альтер-эго. Она искренне поёт о прошлом разбитом сердце, по которому она глубоко скучает, и о том, как она надеется на будущее, в котором они смогут воссоединиться, пусть даже просто как друзья.

## Отзывы
Энбо Шим из Billboard назвала «Dream» десятой лучшей песней альбома, похвалив то, как она подчёркивает «сырой, эмоциональный вокал Лизы» и завершает Alter Ego на уязвимой, но в то же время навязчиво нежной ноте". Аналогично, Габриэль Саулог написал для Billboard Philippines, что песня впечатлила лирически и звучно по сравнению с предыдущими треками и показала «вокальные возможности Лизы, сияющие сильнее, чем мы когда-либо слышали». Бенджамин Ласси из The Daily Campus назвал её «прекрасным треком» с паузами в миксе, которые «дают песне время дышать и аккуратно манят вокал Лисы, чтобы он влился в прекрасную подачу», добавив, что «альбомы редко заканчиваются на такой возвышенной ноте, как эта». Эд Пауэр из The Irish Times описал «Dream» как «туманную балладу в стиле Билли Айлиш, которая избавляется от излишеств и демонстрирует завораживающе выразительный голос Лисы», в то время как Джон Караманика из The New York Times высказал мнение, что Лиса звучала «наиболее комфортно» в «прямолинейной балладе».
С другой стороны, Шаад Д’Соуза из The Guardian посчитал, что песня «до смешного нетипична» после альбома с мощным рэпом и посчитали, что песня демонстрирует «грубый» и «устаревший» взгляд Лисы на жанр, поскольку она использует баллады исключительно для выражения нежных эмоций, а рэп — для выражения агрессии. Джошуа Минсу Ким из Pitchfork также негативно отозвался о «Dream», назвав её «поверхностной балладой, которая не может не казаться неубедительной, спешащей пробираться сквозь строки, чтобы избежать любого значимого пафоса».

## Короткометражный фильм
Короткометражный фильм «Dream» был снят режиссёром Оджун Квоном и премьера состоялась 13 августа 2025 года в 23:00 по восточному времени США. Фильм длится пять минут, в нём Лиcа и японский актёр Кэнтаро Сакагучи играют главную роль в «эмоциональной, прекрасной истории». Перед премьерой фильма 12 августа художник опубликовал короткий тизер фильма.

### Синопсис
Короткометражный фильм начинается со сцены, где Лиса в трауре подходит к гробу своего покойного возлюбленного, которого она видит входящим в дверь. Затем Лиса и её возлюбленный отправляются в путешествие, прежде чем сделать остановку среди ночи на заправке, где последняя передаёт ключи от машины, чтобы Лиза повела машину. Чёрно-белый монтаж счастливых дней пары, демонстрируя, как они смеются и танцуют вместе. Во время другой остановки Лиса подходит к пассажирской стороне машины, открывая металлическую урну на месте её покойного возлюбленного. Когда она гребёт в лодке одна с урной на середину озера, она вспоминает разговор, в котором она спрашивает своего возлюбленного о его мечтах о следующей жизни, только для того, чтобы её возлюбленный задал ей ответный вопрос. Когда она отвечает, что хотела бы быть деревом, её возлюбленный отвечает, что он хотел бы быть озером, которое отражало бы красоту дерева. Обняв урну в печали, Лиса наконец развеивает горсть праха своего возлюбленного над водой.

## Живые выступления
Лиса впервые исполнила песню «Dream» на фестивале музыки и искусств Коачелла 11 и 18 апреля 2025 года.

## Участники записи
Список по данным заметок альбома Alter Ego.
- Лиса — вокал, автор
- Shintaro Yasuda — автор, продюсер
- her0ism[англ.] — автор, продюсер
- Фелисия Ферраро — автор
- Эли Тампоси — автор
- Кук Харрелл — вокальный продюсер
- Джелли Дорман — звукорежиссёр
- Серж Куртуа — звукорежиссёр

## Чарты

### Еженедельные чарты
| Чарт (2025)              | Высшая позиция |
| ------------------------ | -------------- |
| Япония (Billboard Japan) | 20             |